# U 15 (U-Boot, 1936)
U 15 war ein deutsches U-Boot vom Typ II B, das im Zweiten Weltkrieg von der Kriegsmarine eingesetzt wurde.

## Geschichte
Der Bauauftrag für das Boot wurde am 2. Februar 1935 an die Deutsche Werke AG in Kiel vergeben. Die Kiellegung erfolgte am 24. September 1935, der Stapellauf am 15. Februar 1936, und die Indienststellung unter Kapitänleutnant Werner von Schmidt am 7. März 1936.
Nach der Indienststellung gehörte das Boot bis zum 31. Dezember 1939 als Kampf- bzw. Frontboot zur U-Flottille „Weddigen“ in Kiel. Bei der Neugliederung der U-Flottillen am 1. Januar 1940 kam es zur 1. U-Flottille. Dort verblieb es bis zu seiner Vernichtung am 30. Januar 1940.
U 15 unternahm fünf Feindfahrten, auf denen drei Schiffe mit einer Gesamttonnage von 4.532 BRT versenkt wurden.

## Einsatzgeschichte

### Erste Feindfahrt
Das Boot lief am 31. August 1939 um 14:30 Uhr von Wilhelmshaven aus und am 8. September 1939 um 1:30 Uhr wieder dort ein. Als Resultat dieser neun Tage dauernden Minenlegeunternehmung vor Flamborough Head, bei der U 15 neun Seeminen legte, wurden zwei Schiffe versenkt.
- 10. September 1939: Versenkung des britischen Dampfers Goodwood (2.796 BRT) durch einen Minentreffer. Er hatte Kohle geladen und befand sich auf dem Weg von Flamborough Head über den Tyne nach Bayonne. Es gab einen Toten und 23 Überlebende.
- 21. Oktober 1939: Versenkung des britischen Dampfers Orsa (1.478 BRT) durch einen Minentreffer. Er hatte 2.100 t Kohle geladen und befand sich auf dem Weg vom Tyne nach Bordeaux. Es gab elf Tote und drei Überlebende.

### Zweite Feindfahrt
Das Boot lief am 20. September 1939 um 14:15 Uhr von Wilhelmshaven aus und am 8. Oktober 1939 um 13:40 Uhr wieder dort ein. Auf dieser 19 Tage dauernden Unternehmung in die Nordsee wurden keine Schiffe versenkt oder beschädigt.
Am 9. Oktober 1939 verlegte das Boot von Wilhelmshaven nach Kiel in die Werft; am 6. November 1939 verlegte es zurück nach Wilhelmshaven.

### Dritte Feindfahrt
Das Boot lief am 14. November 1939 um 13:00 Uhr von Wilhelmshaven aus und am 18. November 1939 um 11:50 Uhr wieder dort ein. Auf dieser fünf Tage dauernden Minenunternehmung vor Lowestoft wurden neun Minen gelegt, auf die ein Schiff auflief und sank.
- 28. Dezember 1939: Versenkung des britischen Fischdampfers Resercho (258 BRT) durch Minentreffer. Er kam von Lowestoft und war auf dem Weg in die Nordsee zum Fischfang.

### Vierte Feindfahrt
Das Boot lief am 9. Januar 1940 um 13:22 Uhr von Kiel aus und am 20. Januar 1940 um 13:00 Uhr in Wilhelmshaven ein. Auf dieser zwölf Tage dauernden und 1.001 sm über und 161 sm unter Wasser langen Unternehmung in der Nordsee wurden keine Schiffe versenkt oder beschädigt.

### Fünfte Feindfahrt und Verbleib
Das Boot lief am 29. Januar 1940 um 10:15 Uhr von Wilhelmshaven aus. Am 30. Januar 1940 kollidierte U 15 in der Nordsee auf der Position 54° 24′ N, 7° 50′ O mit dem deutschen Torpedoboot Iltis und sank. Alle 25 Besatzungsmitglieder kamen dabei ums Leben.